# Madoce rhynchophora
Madoce rhynchophora är en fjärilsart som beskrevs av Oswald Beltram Lower 1903. Madoce rhynchophora ingår i släktet Madoce och familjen nattflyn. Inga underarter finns listade i Catalogue of Life.